# Torneo de Rio de Janeiro 2014
El Rio Open 2014 es un evento de tenis ATP World Tour de la serie 500, y de la serie WTA International de la Women's Tennis Association, que se disputara en Rio de Janeiro, Brasil entre el 17 y 23 de febrero de 2014.

## Cabezas de serie

### Individual Masculino
| Tenista           | Ranking | Preclasificado |
| Rafael Nadal      | 1       | 1              |
| David Ferrer      | 5       | 2              |
| Fabio Fognini     | 14      | 3              |
| Tommy Robredo     | 17      | 4              |
| Nicolás Almagro   | 18      | 5              |
| Marcel Granollers | 34      | 6              |
| Juan Mónaco       | 42      | 7              |
| Pablo Andújar     | 43      | 8              |

- Ranking del 10 de febrero de 2014

### Dobles Masculino
| Tenista                      | Ranking | Preclasificado |
| Alexander Peya Bruno Soares  | 6       | 1              |
| David Marrero Marcelo Melo   | 13      | 2              |
| Marcel Granollers Marc López | 49      | 3              |
| Treat Huey Dominic Inglot    | 49      | 4              |

- Ranking del 10 de febrero de 2014

### Individual Femenino
| Tenista                    | Ranking | Preclasificada |
| Klára Zakopalová           | 34      | 1              |
| Francesca Schiavone        | 43      | 2              |
| Paula Ormaechea            | 59      | 3              |
| Alexandra Cadanțu          | 60      | 4              |
| Kurumi Nara                | 64      | 5              |
| María Teresa Torró Flor    | 65      | 6              |
| Barbora Záhlavová-Strýcová | 68      | 7              |
| Vania King                 | 69      | 8              |

- Ranking del 10 de febrero de 2014

### Dobles Femenino
| Tenista                                     | Ranking | Preclasificada |
| Barbora Záhlavová-Strýcová Klára Zakopalová | 77      | 1              |
| Darija Jurak Andreja Klepač                 | 124     | 2              |
| Tímea Babos Jarmila Gajdošová               | 135     | 3              |
| Irina Buryachok Katarzyna Piter             | 148     | 4              |

- Ranking del 10 de febrero de 2014

## Campeones

### Individuales masculino
Rafael Nadal venció a   Alexandr Dolgopolov por 6-3, 7-6(3)

### Individuales femenino
Kurumi Nara venció a  Klára Zakopalová por 6-1, 4-6, 6-1 

### Dobles masculino
Juan Sebastián Cabal /  Robert Farah vencieron a  David Marrero /  Marcelo Melo por 6-4, 6-2

### Dobles femenino
Irina-Camelia Begu /  María Irigoyen vencieron a  Johanna Larsson /  Chanelle Scheepers por 6-2, 6-0